# Buzz Aldrin
Edwin Eugene Aldrin, Jr., (Montclair, New Jersey, 20. siječnja 1930.), američki vojni pilot i astronaut.
Rođen je u gradiću Montclairu u američkoj državi New Jersey. Završio je Vojnu akademiju West Point. Kao vojni pilot sudjelovao je Korejskom ratu nakon čega je doktorirao astronautiku na MIT-u. U listopadu 1963. pridružio se astronautskoj ekipi NASA-e te 11. studenog 1966. prvi put poletio u svemir u misiji Gemini 12.
Kao uspješan astronaut izabran je za člana misije Apollo 11 zajedno s Neilom Armstrongom i Michaelom Collinsom. U toj misiji postao je poznat po tome što je bio drugi čovjek koji je stupio na Mjesec, nakon Armstronga.
Nakon umirovljenja osnovao je tvrtku koja se bavi projektiranjem raketa, te piše znanstveno-fantastične novele.

## Incident 2002.
9. rujna 2002., filmaš Bart Sibrel, gorljivi zagovornik teorije zavjere o slijetanju na Mjesec, pojavio se pred Aldrinom i njegovom kćeri ispred hotela u Beverly Hillsu. Sibrel mu je rekao: "Ti si rekao da si hodao na Mjesecu, a nisi" te ga nazvao "kukavicom, lažljivcem i lopovom." Aldrin ga je potom udario u lice. Policija Beverly Hillsa odbila je podignuti optužnice protiv Aldrina nakon što su svjedoci potvrdili da je Sibrel prvi započeo fizički kontakt i postao napasan. Sibrel nije bio teže ozljeđen.

## Vanjske poveznice
|  | Zajednički poslužitelj ima još gradiva o temi Buzz Aldrin |